# Atentatul de la Teatrul Comunal din Timișoara din 1938
Atentatul de la Teatrul Comunal din Timișoara din 1938 a avut loc la 26 noiembrie 1938, la câteva minute de la începerea operetei Baroneasa X și Abandonata din cadrul turneului artistei de origine evreiască Sidi Tal. Bilanțul atentatului a fost de 4 morți și peste 70 de răniți. Atentatul a fost executat prin aruncarea a două grenade defensive în sala Teatrului.

## Context
După Primul Război Mondial, în Europa au început să se dezvolte fascismul și antisemitismul, aceste curente atingând și România. În acest context, în anii 1920, au apărut în țară partide de extremă dreapta precum Liga Apărării Național-Creștine și Legiunea Arhanghelului Mihail, iar în anii 1930, în special după venirea la putere a naziștilor în Germania, România a introdus o serie de legi discriminatorii pentru minorități, începând cu Legea pentru lichidarea datoriilor agricole și urbane și Legea pentru folosirea personalului românesc în întreprinderi, din 1934, ale guvernului Tătărescu, până la legile și ordonanțele guvernării Goga-Cuza și din perioada dictaturii carliste, spre exemplu Legea revizuirii cetățeniei din 1938.
Pe acest fond, în noiembrie 1938, teroriști legionari au comis în țară mai multe atentate, incendieri și atacuri brutale prima victimă fiind avocatul Emil Böszörményi, pe data de 1 a acelei luni. Autoritățile regimului dictatorial instaurat de regele Carol al II-lea au arestat și executat, fără sentințe, pe mulți dintre legionarii implicați în aceste acțiuni, represiunea autorităților culminând cu Asasinatele din 29/30 noiembrie 1938, în care au fost uciși liderul Mișcării Legionare, Corneliu Zelea Codreanu, împreună Nicadorii și Decemvirii, la sfârșitul lunii noiembrie 1938.

## Pregătirea atentatului
Atentatul a fost pregătit de Petru Fleschin, student în anul III la secția mecanică și șeful studenților legionari din Școala Politehnică din Timișoara. Tot el ar fi fost și în spatele atacării cu o grenadă a sinagogii din Reșița, care avusese loc la începutul lunii noiembrie. Acesta îi sugerase lui Petru Stănescu, student în anul III la secția minieră, tot la Școala Politehnică din Timișoara, că era necesară efectuarea unui atentat cu scopul de a descuraja venirea de refugiați evrei în România, hotărând că momentul prielnic ar fi în 26 noiembrie 1938, când ar fi avut loc reprezentația cântăreței și actriței de origine evreiasca Sidi Tal, împreună cu Adolf Tefner și alți membri ai Teatrului Nou din București, care se aflau în turneu prin țară, prezentând operele Baroneasa X și Abandonata, iar spectatorii prezenți în sală ar fi fost, în mare majoritate, evrei. În cadrul acestui turneu, la Timișoara aveau pregătite trei reprezentații la Teatrul Comunal, în zilele de 26, 27 și 28 noiembrie 1938.
Pentru a nu trezi suspiciuni, deoarece personalul teatrului îi cunoștea pe cei doi, ei au apelat la legionarul Ion Popa, fost lăcătuș la Atelierele CFR din Timișoara, de unde fusese concediat din cauza unei condamnări de 6 luni pentru activitate legionară după dizolvarea Partidului „Totul pentru Țară”. Toți trei au planificat atentatul, stabilind ca Ion Popa să mai aleagă un legionar cu care să colaboreze. Cel ales de Popa a fost Ferdinand Ghedeon, un lăcătuș la Depoul CFR din Timișoara, care era născut în localitatea Ferdinand (județul Severin) și avea vârsta de 32 de ani. Ghedeon se convertise la ortodoxie și era un membru activ al Gărzii de Fier. În ziua atentatului, Fleschin i-a trimis patru grenade defensive poloneze lui Popa, prin intermediul lui Stănescu. Popa s-a întâlnit ulterior cu Ghedeon, căruia i-a predat două grenade, un pistol marca Singer de calibru 6,35 și biletul la teatru, informându-l totodată că el nu va mai lua parte la atentat și că Ghedeon va trebui să îl execute singur.

## Desfășurare

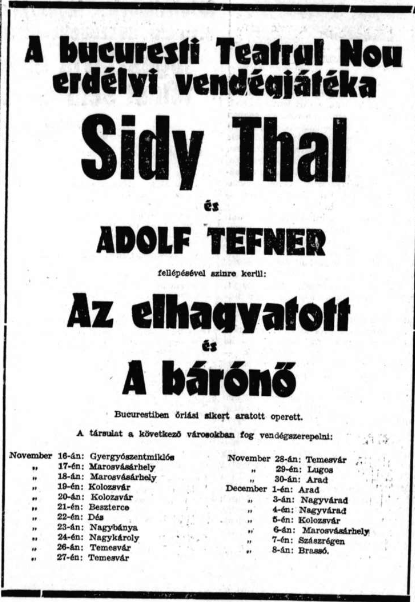
Reclamă a turneului artistei Sidy Thal, împreună cu Adolf Tefner și actorii Teatrului Nou din București, în numărul din 15 noiembrie 1938 al ziarului de limbă maghiară Új Kelet

În seara de 26 noiembrie, la scurt timp după ridicarea cortinei, Ghedeon a aruncat cele două grenade de la balcon către publicul de la parter. Incidentul a avut ca efect moartea a patru persoane și rănirea altor 72, dintre care 30 au suferit răni grave.
Ghedeon a părăsit teatrul odată cu mulțimea panicată de oameni, lăsând pistolul pe care îl avea asupra sa pe paravanul unui geam al clădirii teatrului, mergând apoi la un meci de box care se ținea în sala fostului Cinematograf Forum și ajungând mai târziu acasă, unde s-a întâlnit a doua zi cu Ion Popa pentru a-i relata desfășurarea atentatului.

## Urmări
Imediat după atac, Poliția și Siguranța au blocat toate căile de acces în Timișoara, precum și căile de comunicație cu exteriorul, și au efectuat razii și percheziții în baruri și restaurante, identificând mai mulți martori ai atentatului. Au fotografiat locul atacului și au adunat probe de la fața locului. Cenzura a primit dispoziție să nu permită publicarea niciunui articol despre atentat, acesta trecând relativ neobservat în România; cu toate acestea, articole despre eveniment  au fost publicate în Le Temps, Völkischer Beobachter, Neues Wiener Tagblatt, Salzburger Volksblatt și Magyar Nemzet.
Cele patru victime au fost Berthold Eckstein (funcționar în vârstă de 30 de ani), Ilona Hirsch (soția lui Simon Hirsch, în vârstă de 30 de ani), Izidor Segall (cizmar în vârstă de 52 de ani) și Simon Hirsch (președintele Uniunii Naționale Evreiești, în vârstă de 35 de ani).
Primele trei victime au fost înmormântate în 28 noiembrie 1938, iar aproximativ 1000 de persoane au luat parte la conducerea acestora pe ultimul drum. Ca urmare a faptului că înmormântarea a fost atent supravegheată de Siguranță, rabinul a evitat orice referire sau aluzie politică referitoare la atac.
Cea de-a patra victimă, Simon Hirsch, a decedat pe data de 30 noiembrie, fiind înmormântată pe data de 1 decembie 1938, ceremonia de înmormântare fiind săvârșită de prim-rabinul Bernát Schück.
În data de 10 ianuarie 1939, șeful biroului timișorean al Siguranței a raportat la Direcția Generală a Poliției București că Siguranța a reușit, împreună cu Parchetul Militar și Parchetul Civil, identificarea definitivă a autorilor atentatului.
În noaptea de 13 spre 14 februarie 1939, un grup de șapte legionari au fost împușcați de poliție, lângă Huedin, sub pretextul că au încercat să fugă de sub escortă.
„A hét bombamerénylő közül egyébként öt műegyetemi hallgató volt, a hatodik, egy temesvári szerelő, a hetedik pedig egy sváb gazdálkodó.”—Szabad Szó, 12 martie 1939
în traducere:
„Din cei șapte atacatori cu bombă, cinci erau studenți la Politehnică, al șaselea era un mecanic din Timișoara, iar al șaptelea era un fermier șvab.”—Szabad Szó, 12 martie 1939
Printre cei împușcați s-au numărat Ioan Popa, Petre Stănescu și Petre Fleschin.
Soarta lui Ferdinand Ghedeon nu este cunoscută, el fiind menționat în 1940 într-o slujbă de pomenire, iar soția lui a solicitat în anul 1941 într-o adresă publicată în Monitorul Oficial ca el să fie declarat decedat, ca urmare a faptului că era dat dispărut de multă vreme.

## Comemorări

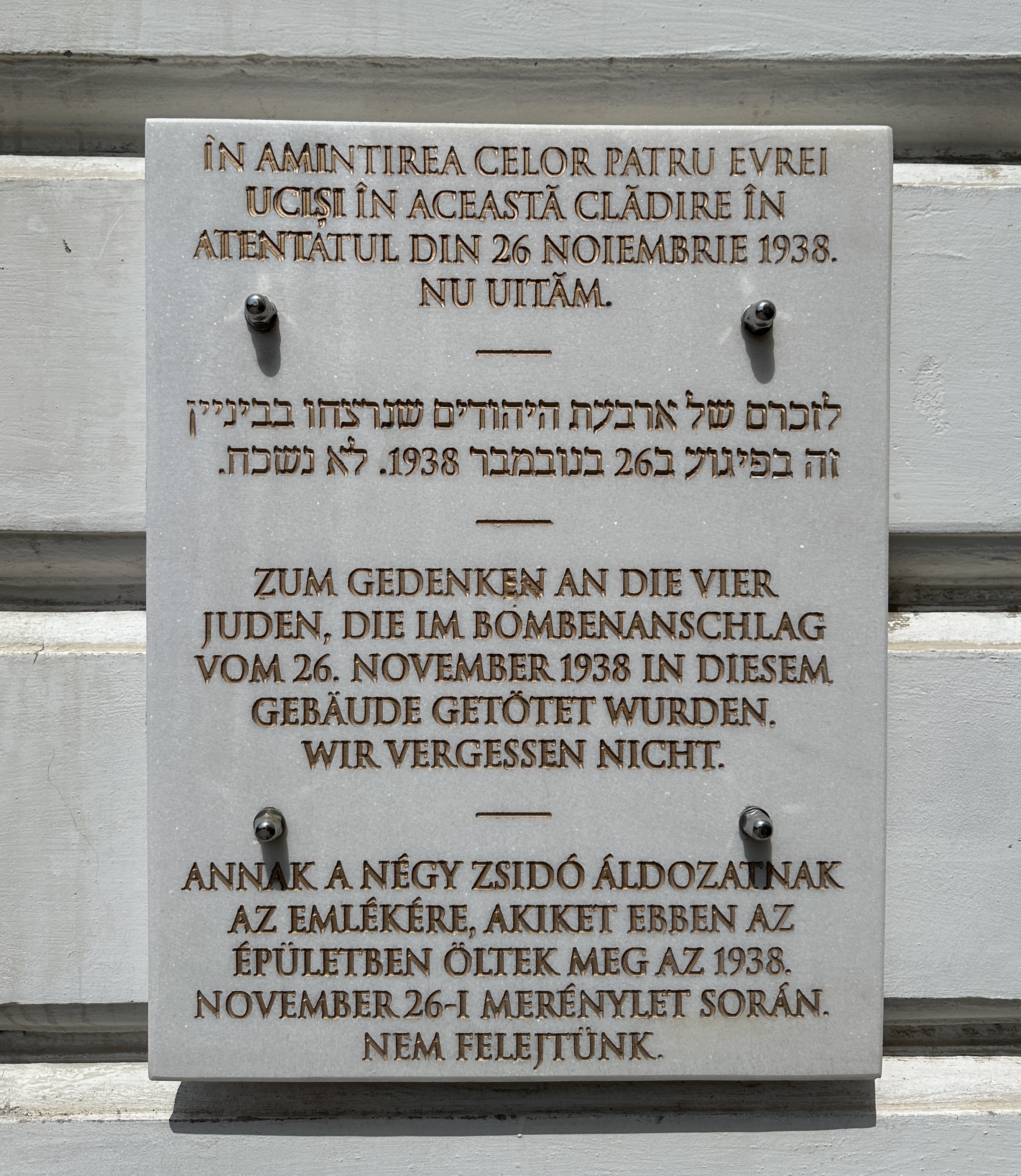
Placa memorială pe clădirea Operei din Timișoara în amintirea Atentatului de la Teatrul Comunal din 1938

Atentatul a fost adaptat de dramaturgul Thomas Perle într-o piesă de teatru, care a fost realizată în coproducție de Teatrul German de Stat din Timișoara și Teatrul Evreiesc de Stat din București, a avut premiera în data de 4 noiembrie 2023 și a avut-o pe actrița bucureșteană Maia Morgenstern în rolul artistei Sidi Tal.
În 26 noiembrie 2023, cu ocazia comemorării a 85 de ani de la atentat, a fost dezvelită o placă memorială în amintirea victimelor atacului pe clădirea Palatului Culturii din Timișoara.